# دیرینه‌سوسمار
دیرینه‌سوسمار (نام علمی: Paleosuchus) نام یک سرده از تیره الیگاتوران است.
- کیمن کوتوله کوویر - P. palpebrosus
- کیمن پیشانی‌کوتاه - P. trigonatus'